# 마쓰다 시노
마쓰다 시노(일본어: 松田 紫野, 2001년 3월 27일 ~ )는 일본의 여자 축구 선수이다.

## 구단 경력
2018년 WE리그의 닛테레 도쿄 베르디 벨레자에 입단하였다.

## 국가대표팀 경력
그녀는 2018년 FIFA U-17 여자 월드컵에 참가할 일본 U-17 국가대표팀에 발탁되었으며, 3경기에 출전했다.